# Antonio Fontán
Antonio Fontán Pérez (Sevilla, 15 de octubre de 1923 - Madrid, 14 de enero de 2010), I Marqués de Guadalcanal, fue un catedrático de Latín en la Universidad Complutense de Madrid, periodista y político español. Fue el primer presidente del Senado de la España democrática. Impulsor de la libertad de expresión en España, durante la dictadura de Francisco Franco fue el editor del principal diario opositor, Madrid, hasta que este fue clausurado por las fuerzas franquistas.
Fue el primer director del Instituto de Periodismo de la Universidad de Navarra (1958-1962), obra corporativa del Opus Dei, así como de su actual Facultad de Comunicación.También fue decano de la Facultad de Filosofía y Letras, Fue Senador y Presidente del Senado (1977-1979) y Diputado (1979-1982). 
Ministro de Administración Territorial entre 1979 y 1980. Fontán era hasta su muerte el presidente de la Nueva Revista de Política, Cultura y Arte, revista bimestral de actualidad creada en 1990.

## Biografía
Antonio Fontán Pérez nació en Sevilla, el 15 de octubre de 1923. Estudió el bachillerato en el colegio de los Jesuitas de Sevilla.
Cursó la carrera de Filosofía y Letras en Sevilla y Madrid, licenciándose en Filología Clásica en Madrid en 1944. Un año antes (1943), pide la admisión como numerario en el Opus Dei. Participó de forma clandestina en círculos liberales. Obtuvo el título de doctor en 1948, en Madrid. En diciembre de 1949 obtuvo la cátedra de Filología Latina en la Universidad de Granada. También estudió periodismo en la Escuela Oficial de Madrid, carrera que terminó en 1954.
Fundó la revista semanal La Actualidad Española, de la que fue director entre 1952 y 1956, y más tarde fue director de la revista mensual Nuestro Tiempo, antes de ingresar a Madrid, publicación nocturna, en septiembre de 1966. Poco después se introdujo la nueva ley de prensa que permitía la censura por parte del gobierno franquista, y el periódico Madrid fue clausurado.
Fue Catedrático de Filología en la Universidad de Granada (1949), en la Universidad de Navarra (1956) y en la Universidad Complutense (1976); Decano en la Universidad de Navarra entre 1956 y 1967, Vicepresidente de la Asociación Española de Estudios Clásicos y Director del Instituto de Periodismo de la Universidad de Navarra. 
Intervino en la fundación del Partido Demócrata junto con Joaquín Garrigues Walker y Eduardo Merigó y organizó el movimiento de opinión "Sociedad Libre". Fue miembro del Consejo Privado del Conde de Barcelona hasta su disolución en 1969, y formó parte de la comisión de profesores que dirigió los estudios del entonces príncipe Juan Carlos de Borbón. Antonio Fontán fue la persona que entregó al ya Rey Juan Carlos la carta de su padre, Don Juan de Borbón, en la que este reconocía el reinado de su hijo y le entregaba la más absoluta legitimidad dinástica.
Concurrió por la provincia de Sevilla a las elecciones al Senado previsto a la Ley de Reforma Política obteniendo el correspondiente escaño, y siendo elegido en la sesión constitutiva del senado como Presidente del Senado cargo que ocupó desde el 15 de junio de 1977 al 6 de abril de 1979, durante la legislatura en que se aprobó la Constitución Española, que reconocía la libertad de expresión y libertad de información como derechos fundamentales.
Fue Ministro de Administración Territorial desde el 4 de abril de 1979 hasta eñ 17 de enero de 1980, en que fue sustituido por  José Pedro Pérez-Llorca y Rodrigo. 
Tras el triunfo del PSOE en 1982, Fontán impulsó a jóvenes políticos como Arturo Moreno, que fue vicesecretario general del PP y el primer político que consiguió para este partido una victoria electoral sobre los socialistas en unas elecciones parciales del Senado, y Carlos Aragonés, que fue jefe de gabinete de Aznar en la Junta de Castilla y León y en los ocho años de gobierno del PP. 
En 1990 fundó [Nueva Revista de Política, Cultura y Arte] con un grupo de personas que procedía de las juventudes de UCD, del diario Madrid y del ámbito universitario. Esta publicación bimestral cuenta ya con más de 125 números y es la referencia de la corriente política liberal conservadora. 
Miembro del Comité Internacional del International Press Institute con sede en Zúrich (Suiza) y Presidente del Comité Nacional Español de dicho Instituto, fue también Vicepresidente de la Cadena de Emisoras SER, Presidente de la Agencia de Publicidad CID, y Presidente de Distribuidora de Publicidad. 
En julio de 2008 (BOE -168- 12 de julio de 2008) fue nombrado marqués de Guadalcanal por el rey Juan Carlos I en reconocimiento a su labor en favor de la libertad y de la convivencia cívica entre españoles. 
El Instituto de Prensa Internacional IPI (en inglés The International Press Institute) lo ha reconocido como uno de los "Héroes de la Libertad de Prensa". 
Era Profesor Emérito de la Universidad Complutense de Madrid, Miembro de la Sociedad Española de Lingüística y de Literatura Comparada y Presidente de la Comisión de Quejas y Deontología de la Federación de Asociaciones de Periodistas de España (FAPE), una organización constituida como "órgano de autocontrol interno de la deontología profesional periodística" que surgió de manera paralela a la aprobación del Código el 27 de noviembre de 1993 y que está formada por 16 miembros.
Tiene más de 70 publicaciones de tipo técnico en su especialidad, como: Humanismo Romano, Artes Humanísticas, Códices medievales de Séneca y otros muchos trabajos de lingüística, historia del Humanismo y Filología Latina. Es autor de diversos ensayos: "Madrid página tres", "Apuntes sobre el estado y la sociedad democrática", "Los católicos en la Universidad Española", etc.
Hermano del empresario radiofónico Eugenio Fontán.
Falleció en Madrid, el 14 de enero de 2010 a los 86 años.
En unos de sus últimos actos públicos –la concesión a Guillermo Luca de Tena del Premio Calvo Serer en la edición correspondiente a 2006— el presidente de honor de ABC le dedicó estas palabras que resumen mejor que cualesquiera otras las características públicas de Antonio Fontán. Dijo Luca de Tena que “me atrevo a afirmar que la contribución de Rafael Calvo Serer y Antonio Fontán a la consolidación de nuestra libertades y de la democracia ha sido importantísima. Desde posiciones no siempre iguales, ambos dedicaron gran parte de su vida en busca de la reconciliación de los españoles tras la tragedia de la Guerra Civil y los cuarenta años del régimen del general Franco”. 
| Predecesor: Álvaro de Figueroa y Torres Presidente del Senado (Órgano disuelto en 1923) Torcuato Fernández-Miranda Presidente de las Cortes Españolas | Presidente del Senado 1977 – 1979 | Sucesor: Cecilio Valverde Mazuelas |

### Obras de Antonio Fontán
- Artes ad humanitatem : Ideales del hombre y de la cultura en tiempos de Cicerón, Pamplona, Studium Generale, 1957, 91 pp.
- Los católicos en la Universidad española actual, Madrid, Rialp, 1961, 160 pp.
- La Actuación temporal de los cristianos, (junto con otros), Buenos Aires, Ediciones Ferrer, 1962, 182 pp.
- "Madrid", página 3, Madrid, Seminarios y Ediciones, 1972, 239 pp., ISBN 	84-299-0038-1
- Humanismo romano: (clásicos-medievales-modernos) , Barcelona, Planeta, 1974, 338 p., ISBN 84-320-7811-5
- Apuntes sobre el Estado y la Sociedad Democrática (junto a Joaquín Garrigues Walker y Eduardo Merigo Hardcover), Madrid, Unión Editorial, 1976, 181 pp, ISBN 84-7209-050-7
- Antología del latin medieval, Madrid, Gredos, 1987, 487 pp., ISBN 84-249-1093-1
- España, esa esperanza, Madrid, Unión Editorial, 1979, 289 pp., ISBN 84-7209-092-2
- Juan Luis Vives (1492-1540): humanista, filósofo, político, Ajuntament de València, 1992, 146 p., ISBN 84-86908-84-1
- Antonio Fontán, ed. (1996). Los monárquicos y el régimen de Franco. Editorial Complutense. ISBN 9788489365230.
- Gregorio Sánchez Doncel, Diccionario de latinismos y frases latinas, Madrid, Noesis, 1997, XVIII, 627 p. ISBN 84-87462-32-4
- Letras y Poder en Roma, Eunsa, Navarra, 2001, 431 p., ISBN 8431319119
- Europa y cristianismo, Madrid, Palabra, 2004, 73 pp.
- Príncipes y Humanistas, Madrid, Marcial Pons, 2008, 343 p., ISBN 978-84-96467-79-8
- Marco Tulio Cicerón. Semblanza política, filosófica y literaria, Madrid, Centro de estudios políticos y constitucionales, 2016, 351 pp. (edición póstuma), ISBN 9788425916984
- Prensa, democracia y libertad, Fondo de cultura económica, 2017, 324 pp. (edición póstuma), ISBN 9788437507682
- Episodios republicanos. Apuntes sobre religión y política en la II República (1931-1936), Madrid, Rialp, 2021, 260 pp. (edición póstuma), ISBN 9788432159978

Traducciones
- Cicerón, Marco Tulio, Defensa de Ligario; Defensa del poeta Arquías, Madrid, Gredos, 1989, 114 pp.
- Livio, Tito, Historia de Roma desde la fundación de la ciudad = (Ab urbe condita) 1, Libros I y II, Madrid, Consejo Superior de Investigaciones Científicas, 1997, CXLV, 203 pp., ISBN 8400066928
- Savonarola, Girolamo, Última meditación: (sobre los salmos Miserere e In te, Domine, speravi), Madrid, Rialp, 1955, 2ª ed., 123 pp.

Algunos artículos en Nueva Revista
- Al inicio de un nuevo milenio (2006)
- Ortega, nuestro contemporáneo (2005)
- América, América (2005)
- Ni en este momento, ni en este ambiente (2005)
- No faltarían quehaceres al Gobierno, si... (2005)
- El espíritu constitucional de 1978 es imprescindible (2005)
- El V centenario de Isabel de España (2004)
- El Gobierno en su laberinto (2004)
- Nueva Revista, año XV (2004)
- Juan Pablo II, Filósofo de nuestro tiempo (2003)
- Diez años de don Juan (2003)
- La constitución del 78: de la potencia al texto (2003)
- Apuntes para una historía política de las autonomías (2002)
- México y España. La superación de una fractura política (2002)
- En guerra con el terrorismo. Una gran ofensa, un gran consenso (2001)
- El español: doctrina, filosofía política, emblema (2001)
- El retorno a las Humanidades  (2001)

### Sobre Antonio Fontán
Libros
- Humanitas In Honorem Antonio Fontán, Madrid, Gredos, 1992, 487 pp, ISBN 84-249-1489-9
- Antonio Fontán, un héroe de la libertad de prensa, Madrid, Secretaría General del Senado, Departamento de Publicaciones, 2001, 112 pp., ISBN 8488802498
- Gozalo, Miguel Ángel, Antonio Fontán, un liberal en la Transición, Córdoba, Almuzara, 2015, 288 pp, ISBN 978-84-16392-57-5
- López Kindler, Agustín, Antonio Fontán. Un héroe de la libertad, Madrid, Rialp, 2013, 1.ª, 357 pp., ISBN 978-84-32142-82-6.

Artículos
- AA.VV., "Una visita al Marqués de Guadalcanal", Nueva Revista de política, cultura y arte, núm. 121 (2009), pp. 5-31.
- Aguirre Gil de Biedma, Esperanza, "La aportación de los liberales", Nueva Revista de política, cultura y arte, n.º 132 (2011), pp. 108-115.
- Barrera del Barrio, Carlos, "«Algunas cosas» de Antonio Fontán en el periodismo español", Nueva Revista de política, cultura y arte, n.º 127 (2010), pp. 7-14.
- Bonmartí Sánchez, Virginia, "Mi maestro don Antonio Fontán Pérez. Un humanista de los siglos XX y XXI", Nueva Revista de política, cultura y arte, n.º 127 (2010), pp. 26-28.
- Burgos, Antonio, "Fontán y Ezcurra".
- Fernández, Eduardo, "El humanismo y el ideal de la cultura", Nueva Revista de política, cultura y arte, núm. 121 (2009), pp. 41-45.
- Juan, José-Vicente de, "No corre prisa, pero es urgente: Así mandaba Antonio Fontán", Nueva Revista de política, cultura y arte, núm. 127 (2010), pp. 15-25.
- Mora-Figueroa y Williams, Santiago de, "Los parerga de Fontán", Nueva Revista de política, cultura y arte, núm. 121 (2009), pp. 33-40.
- Moreno Garcelán, Arturo, "Liberalismo personal y compromiso político de Antonio Fontán", Nueva Revista de política, cultura y arte, núm. 132 (2011), pp. 123-140.
- Moure Casas, Ana, "Antonio Fontán, humanista", Nueva Revista de política, cultura y arte, núm. 132 (2011), pp. 116-122.